# Daphne du Maurier
Daphne du Maurier, DBE (Londres, 13 de maio de 1907 — Cornwall, 19 de abril de 1989) foi uma escritora britânica.

## Biografia
Era filha de Gerald Du Maurier, famoso ator inglês, e neta de George Du Maurier, escritor de renome franco-britânico, autor de Trilby e Peter Ibbetson. Aos dezoito anos viajou para Paris, onde permaneceu durante seis meses, aprendendo a língua e literatura francesa. Na adolescência, escrevia contos e poemas, revelando influências de Katherine Mansfield, Mary Webb e Guy de Maupassant.
Em 1931 publicou o seu primeiro romance, The Loving Spirit (O Espírito Amante), que foi muito bem aceito pela critica. Foi por causa desse primeiro livro que conheceu seu futuro marido, Frederick Arthur Montague Browning, jovem oficial do exército inglês que, impressionado com o romance, quis conhecer a autora. Apaixonaram-se e casaram em 1932, passando a viver numa elegante casa de campo em Hampshire. Em Hampshire, continuou a escrever seus romances, a maioria deles best-sellers românticos que lhe trouxeram fama e fortuna.
Ao longo de sua carreira, escreveu mais de vinte obras, entre as quais se destacaram: Jamaica Inn (A Pousada da Jamaica), em 1936; Rebecca, em 1939, uma deliciosa história de amor e mistério que já vendeu mais de um milhão de exemplares; The King's General (O General do Rei), em 1946; e The Parasites (Os Parasitas), em 1949, dentre outros.
Nos últimos anos de vida, deixando de lado os temas basicamente sentimentais, procurou desenvolver outros gêneros. Assim, dentro da ficção científica, escreveu o conto The Birds (Os Pássaros), onde as aves se organizam e questionam o domínio do homem sobre a natureza, e The House on the Strand (O Espião do Passado), onde utiliza o tema da viagem através do tempo.
Grande parte da sua obra foi adaptada para o cinema, principalmente pelo mestre do suspense Alfred Hitchcock, que filmou Jamaica Inn, The Birds e Rebecca, pelo qual ganhou um Oscar de melhor argumento adaptado.
Daphne du Maurier foi nomeada Dama do Império Britânico.

## Morte
Daphne morreu em 19 de abril de 1989, aos 81 anos, em sua casa na Cornualha, cenário de muitos de seus livros. Seu corpo foi cremado e as cinzas espalhadas nas colinas em Fowey.

## Controvérsias
Suspeitas de plágio da trama de Rebecca, escrito por Daphne em 1938 foram levantadas no Brasil, alegando que a história guardaria "muitas semelhanças" com um romance brasileiro publicado quatro anos antes: A Sucessora, de Carolina Nabuco, livro que ganhou maior notoriedade por ocasião de uma adaptação em forma de novela exibida pela Rede Globo em 1978. O livro fez muito sucesso na época. Exatamente pelo sucesso, a autora brasileira - que escrevia também em inglês - resolveu traduzir e enviá-lo para agentes nos EUA e Inglaterra.